# Le eccitanti guerre di Adeline
Le eccitanti guerre di Adeline (À la guerre comme à la guerre) è un film del 1972 diretto da Bernard Borderie.
Il soggetto è tratto da un romanzo dello scrittore austriaco Alexander Lernet-Holenia.

## Trama
Poco prima dello scoppio della prima guerra mondiale il giovane ufficiale degli ussari Franz Keller è innamorato di Sissi, la figlia del generale von Klapwitz.
Keller vede nella guerra che è appena scoppiata la possibilità di diventare un eroe di guerra e ottenere dall'imperatore un titolo nobiliare.